# 南倫達省
南隆达省位於安哥拉東北，與北倫達省、馬蘭哲省、莫希科省等省份及剛果民主共和國相鄰。